# Eurotas (König von Sparta)

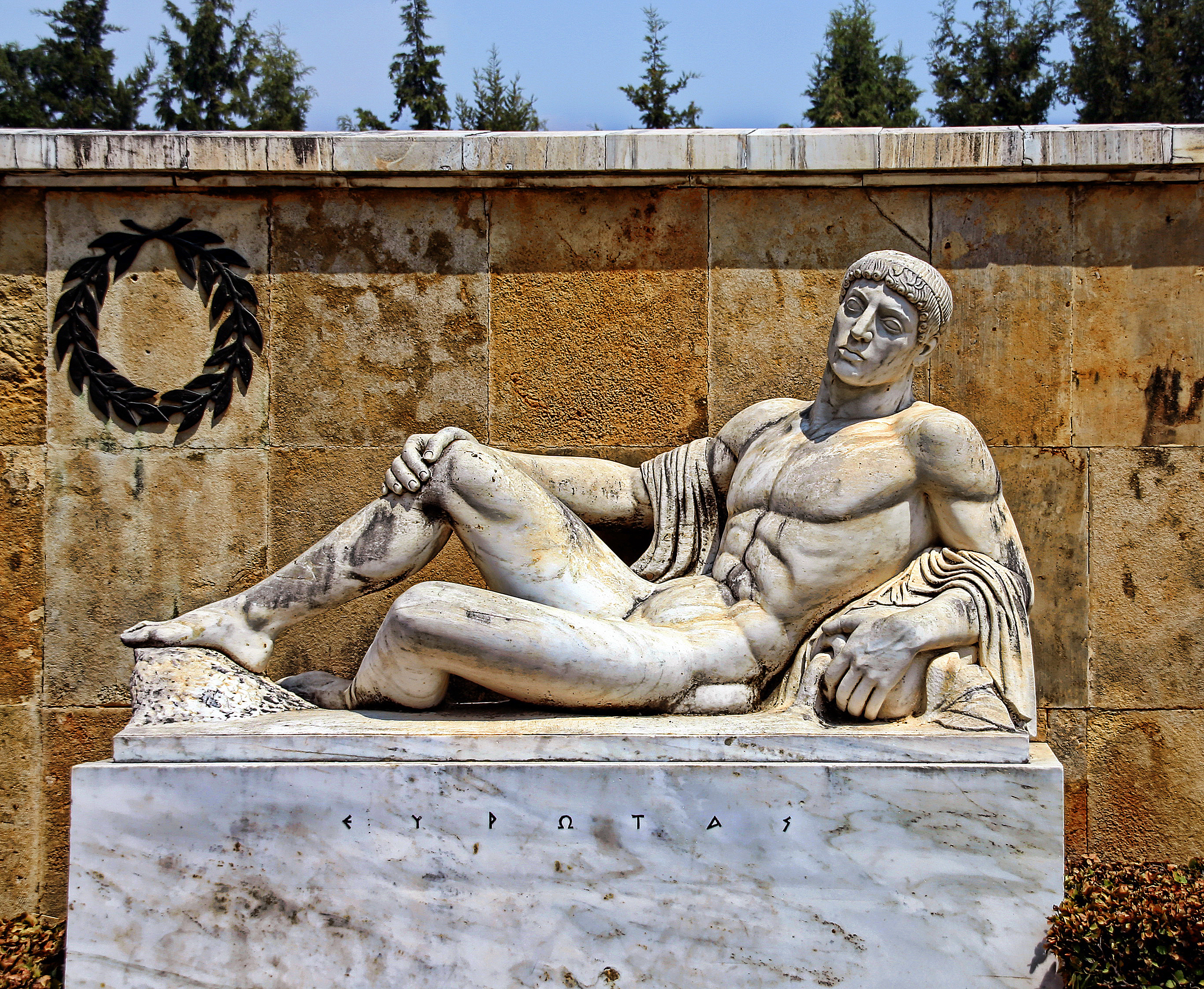
Eurotas-Statue

Eurotas (altgriechisch Εὐρώτας Eurṓtas) ist eine Gestalt der griechischen Mythologie. Er war ein legendärer früher König von Sparta und Lakonien.
Laut Pausanias war Eurotas ein Sohn des lakonischen Königs Myles und Enkel des Lelex. Er folgte seinem Vater auf den Thron und baute einen Kanal zum Meer, um die lakonische Ebene trockenzulegen. Nachdem das Wasser abgeflossen war, blieb ein Fluss übrig, den er nach sich selbst Eurotas nannte. Da er keine männlichen Nachkommen hinterließ, wurde Lakedaimon, der Gatte von Eurotas’ Tochter Sparte, König von Sparta. In einem einen ähnlichen Inhalt erzählenden Euripides-Scholion wird außerdem u. a. erwähnt, dass Eurotas’ Mutter Teledike und seine Gattin Klete hieß.
In der nur ein Stemma bietenden Bibliotheke des Apollodor wird Eurotas als Sohn des Lelex und der Naiade Kleochareia angeführt.
Nach Pseudo-Plutarch führte Sparta unter der Herrschaft des Eurotas einen Krieg gegen Athen. Obwohl der Vollmond für die entscheidende Schlacht abgewartet werden musste, ignorierte Eurotas himmlische Warnzeichen wie Donner und Blitz und erzwang die Austragung des Kampfes, büßte dabei aber seine ganze Armee ein. Daraufhin stürzte er sich in den Fluss Himeros, der seither nach ihm Eurotas genannt wurde.
Vermutlich war Eurotas ursprünglich ein Flussgott, den spätere rationale Umdeutungen zu einem frühen lakonischen König machten.